# Marita

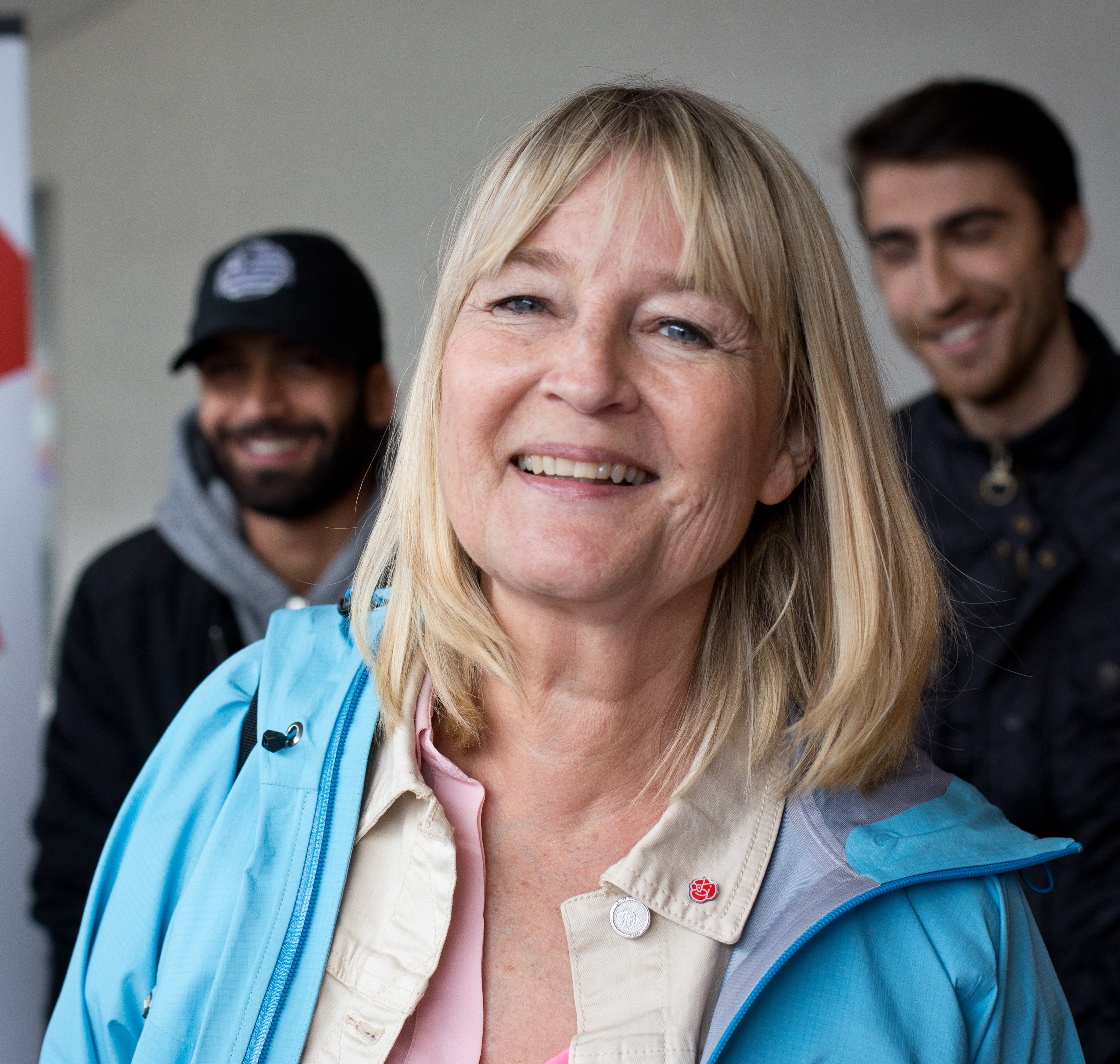
Marita Ulvskog, 2014.

Marita är ett kvinnonamn med italienskt eller spanskt ursprung och en diminutivform av Maria. I äldre tider användes också Marita (eller Mareta) som en alternativ form av Margareta. 
Namnet har använts i Sverige sedan slutet av 1800-talet och hade en popularitetsperiod runt 1940- och 50-talen. 
31 december 2009 fanns det totalt 18 114 personer i Sverige med namnet, varav 9 252 med det som tilltalsnamn.
År 2003 fick 31 flickor namnet, varav en fick det som tilltalsnamn.
Namnsdag: I Sverige 22 oktober  (sedan 1993. Dessförinnan några år på 27 juli). I Norge 27 juli. I den finlandssvenska namnsdagslängden har Marita namnsdag 15 augusti sedan starten 1929, då en egen namnsdagskalender togs i bruk för finlandssvenskar.

## Personer med namnet Marita
- Marita Aronson - politiker (fp)
- Marita Jonsson - gotländsk länsantikvarie och författare
- Marita Koch - östtysk löpare
- Marita Lindquist - författare
- Marita Petersen - färöisk politiker
- Marita Skogum - orienterare
- Marita Ulvskog - socialdemokratisk politiker och statsråd